# Puy-Saint-Eusèbe
Puy-Saint-Eusèbe är en kommun i departementet Hautes-Alpes i regionen Provence-Alpes-Côte d'Azur i sydöstra Frankrike. Kommunen ligger  i kantonen Savines-le-Lac som ligger i arrondissementet Gap. År 2022 hade Puy-Saint-Eusèbe 190 invånare.

## Befolkningsutveckling
Antalet invånare i kommunen Puy-Saint-Eusèbe
Referens:INSEE

## Galleri

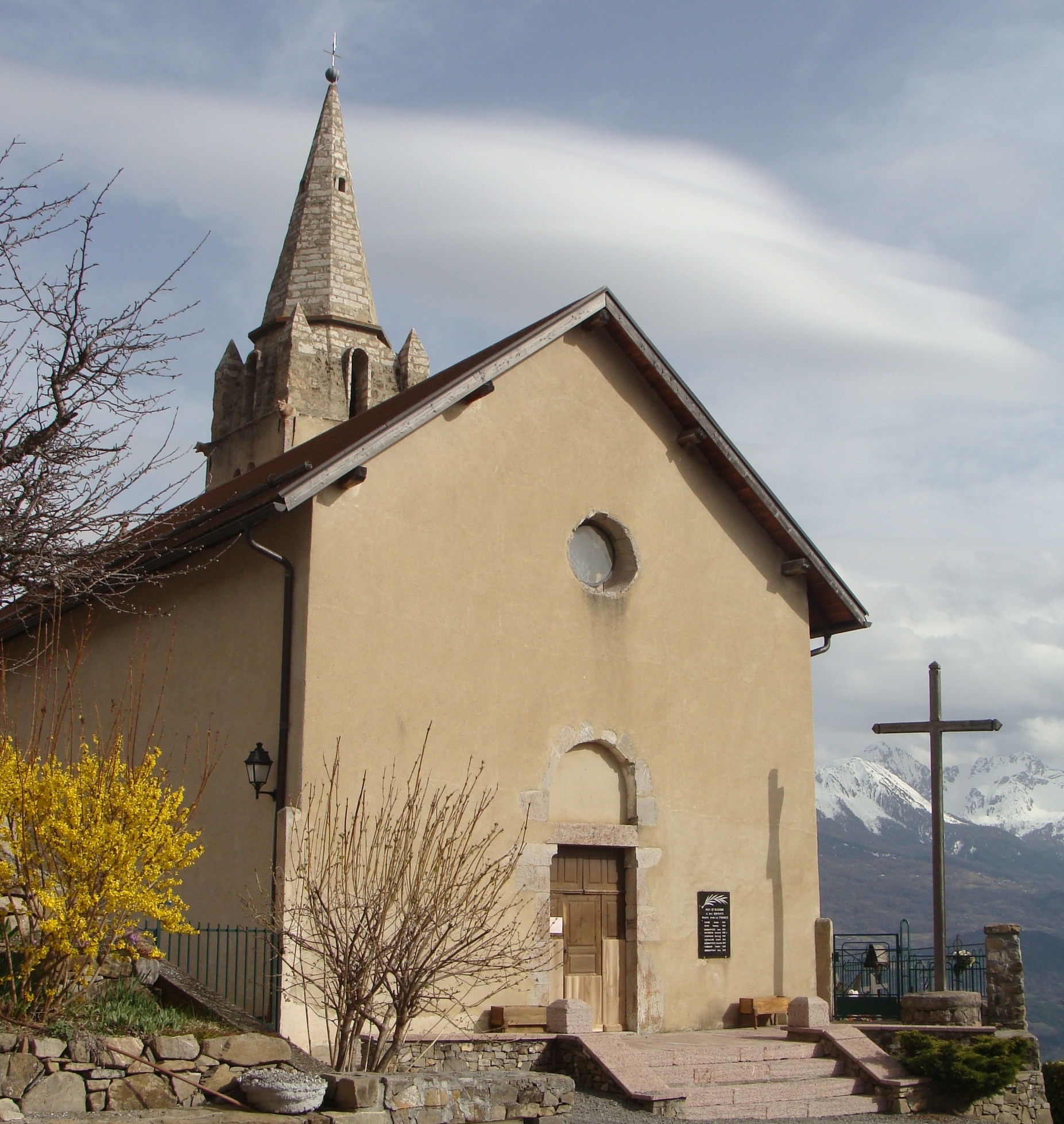
Kyrkan
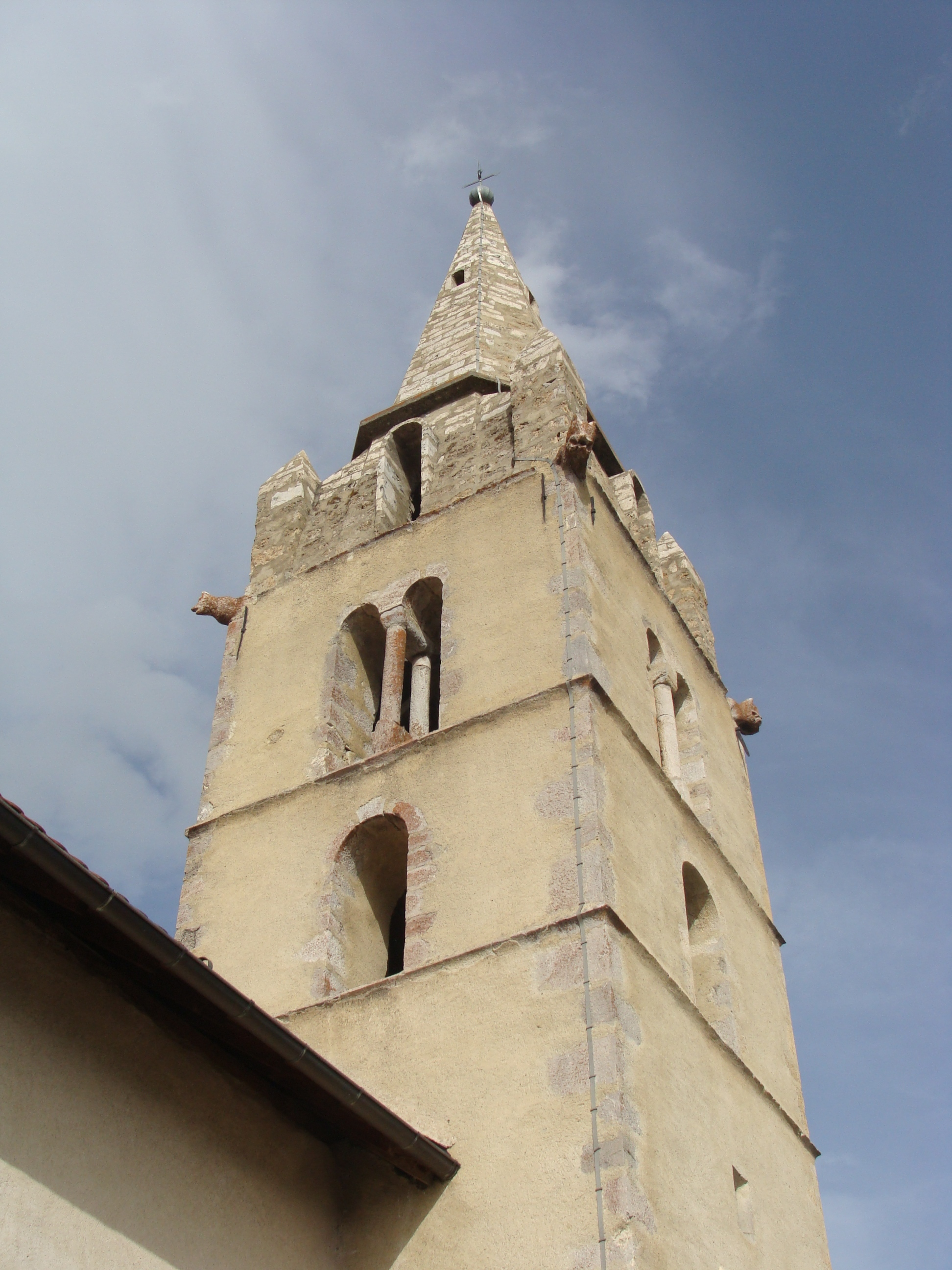
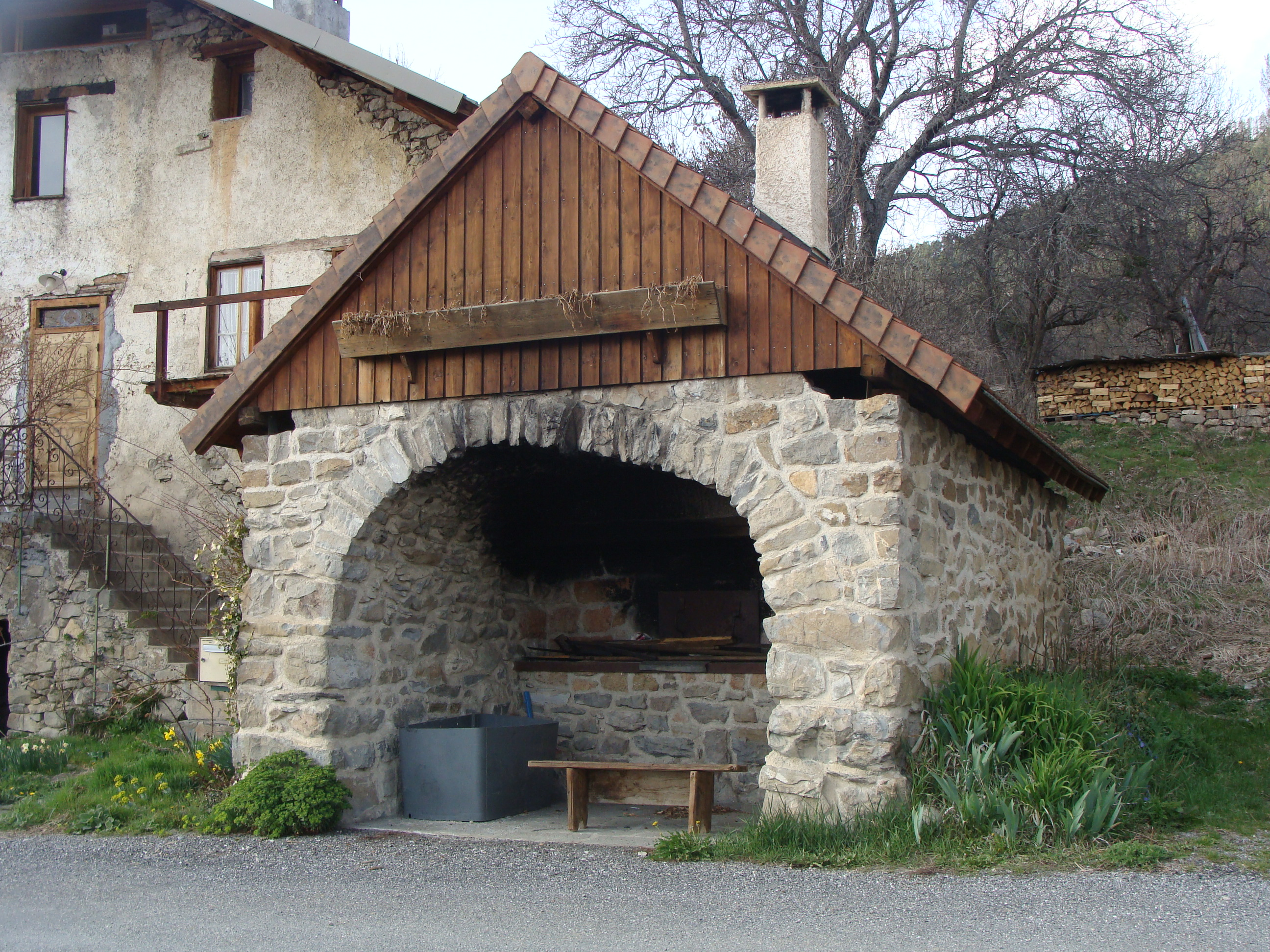
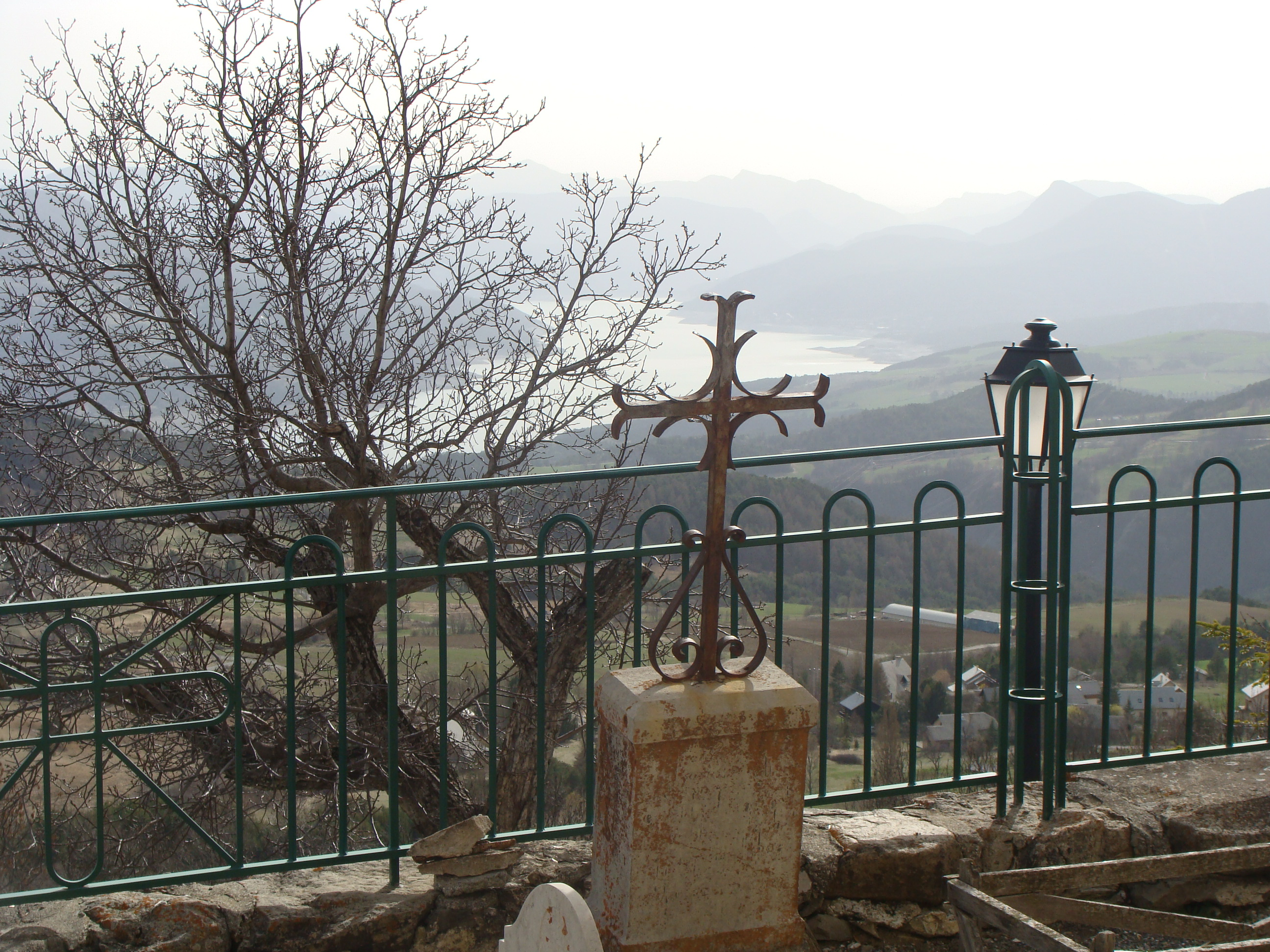
Vy över Serre-Ponçon